# Alicia
Alicia, maleni biljni rod iz porodice malpigijevki. Postoje dvije priznate vrste iz tropske Amerike
Rod je opisan 2006., i u njega su uključene dvije vrste lijana nekada uključivane u rod Hiraea.

## Vrste
1. Alicia anisopetala (A.Juss.) W.R.Anderson
2. Alicia macrodisca (Triana & Planch.) Griseb.